# Hamamelidae
Hamamelidae é um táxon com a categoria de subclasse, pertenecente às dicotiledóneas, que agrupava as plantas cuja característica principal era a de possuírem flores polinizadas por vento (anemófilas) usualmente agrupadas em amentos. O táxon foi utilizado por Cronquist e também em outros sistemas de classificação, por certo tempo (ver 
Cronquist 1981 , 1988 , Takhtajan 1980 que o escreve correctamente como Hamamelididae. Numerosas linhas de evidência mostram que este taxón não é monofilético. Em classificações modernas como o sistema APG III (2009) e o sistema Angiosperm Phylogeny Website (2001 em diante), o taxón foi abandonado.

## História do táxon
As suas origens históricas podem remontar desde os tempos pré-Lineanos, altura em que já se propunha a existência de um táxon "amentífero" (também por vezes chamado  Amentiferae - ver o resumo histórico em Stern 1973 ). A sua circunscrição (isto é, de que subtaxones é composto) foi variando com os sistemas de classificação, dos quais o mais conhecido é o de Cronquist (Cronquist 1981 , 1988 . Finalmente, o conceito de um táxon de plantas amentíferas de categoria tão alta foi abandonado em sistemas de classificação actuais (como o APG , o APG II e o APW 
), devido ao facto de não se ter verificado a existência de um táxon monofilético que responda aos seus caracteres.

## Caracteres
Nesta subclasse agrupavam-se várias famílias com flores pequenas e geralmente sem perianto ou com perianto apétalo, polinizadas por vento (anemofilia), usualmente agrupadas em inflorescências denominadas amentos.
Folhas simples ou mais raramente pinadas ou palmadas. Sépalas, quando presentes, normalmente pequenas e escamiformes. Nas poucas espécies que possuem pétalas, estas são livres, pequenas e inconspícuas. Androceu formado por (1)2-vários estames, que podem chegar a ser numerosos. O conectivo da antera pode estar prolongado, mas nunca é laminar. O pólen é binucleado ou trinucleado e apresenta (2)3-muitas aberturas. O gineceu apresenta de 1-vários carpelos que podem estar soldados num ovário composto. Os primórdios seminais podem ser anátropos ou ortótropos, mis ou menos claramente crassinucelados.

## Filogenia
Numerosas linhas de evidência mostram que esta subclasse não é monofilética (Thorne 1973a 
, Donoghue y Doyle 1989 
, Wolfe 1989 
, Crane y Blackmore 1989 
, Hufford y Crane 1989 
, Hufford 1992 
, Chase et al. 1993 
, Manos et al. 1993 
).
Algumas famílias que haviam sido consideradas hamamelídeas, como Platanaceae, Trochodendraceae e Buxaceae, são linhagens que divergiram precocemente das eudicotiledóneas. Também relacionadas com Platanaceae sobretudo, provavelmente estejam as Proteaceae e Nelumbonaceae (as três famílias hoje consideradas Proteales, ver sistema APG II). Tanto as análises morfológicas como as de ADN (nas sequências rbcL, atpB, ADNr 18S) apoiam a colocação destas famílias como eudicotiledóneas basais, e também a formação do clado Proteales como formado por Platanaceae + Proteaceae + Nelumbonaceae (APG 1998 
, 2003 
,  Chase et al. 1993 
, Hufford 1992 
, Manos et al. 1993 
, Soltis et al. 1997 
, 2000 
).
Hamamelidaceae e Cercidiphyllaceae em particular, por vezes foram consideradas aparentadas com Platanaceae (Hufford y Crane 1989 
, Schwarzwalder y Dilcher 1991 
, Hufford 1992 
), mas esta colocação não é sustentada por análises de sequências de ADN (Chase et al. 1993 
, Savolainen et al. 2000a 
,b 
, Soltis et al. 1997 
, 2000 ). A evidência do ADN sustem que Hamamelidaceae e Cercidiphyllaceae são aparentadas com Saxifragaceae (as três actualmente colocadas no clado Saxifragales).
Otras familias de hamamelídeas com flores reduzidas actualmente são colocadas em Saxifragales, Fagales o Malpighiales.

## Taxonomia
Nas classificações modernas como o sistema APG II , o taxón ao ser polifilético foi abandonado, colocando-se as famílias e ordens que se recuperaram como monofiléticos no clado Eudicotyledoneae, organizados desta forma:
Eudicotiledóneas basais:
- Ranunculales (Ranunculaceae, Eupteleaceae entre outras)
- Proteales (Proteaceae, Platanaceae e Nelumbonaceae)
- Trochodendrales (monotípico, Trochodendraceae)
- Buxales (Buxaceae, Didymelaceae)
- Gunnerales (Gunneraceae e Myrothamnaceae, a ordem é nuclear no el APG II[7], mas a tendência actual é mantê-la fora do núcleo, por exemplo no sistema  Angiosperm Phylogeny Website[4])

Núcleo das eudicotiledóneas não rosídeas nem asterídeas:
- Saxifragales (Saxifragaceae, Hamamelidaceae, Cercidiphyllaceae, Daphniphyllaceae entre outras)

Rosídeas:
- Fagales (Fagaceae, Betulaceae, Casuarinaceae, Juglandaceae, Myricaceae, Nothofagaceae (em Cronquist incluída em Fagaceae), Rhoipteleaceae entre outras)
- Malpighiales (Malpighiaceae, Balanophaceae, Picrodendraceae entre outras).
- Sapindales (na família Simaroubaceae está colocada a única leitneriácea, Leitneria floridana)
- Rosales (Rosaceae, todas as da antiga ordem Urticales sensu Cronquist: Barbeyaceae, Cannabaceae, Urticaceae que inclui Cecropiaceae, Moraceae, Ulmaceae, entre outras)

Asterídeas:
- Garryales (Garryaceae, Eucommiaceae entre outras)

No sistema de classificación de Cronquist , a subclasse compreendia 11 ordens, 24 famílias e 3400 espécies. A classificação sensu Cronquist em ordens e famílias pode-se ver de seguida.
-->